# Torneo Anual de Primera B 2022 (Liga Chacarera)
El Torneo Anual 2022 de Primera B, organizado por la Liga Chacarera de Fútbol. Inició el 20 de mayo y finalizó el 4 de septiembre, cuándo concluyó el Petit Torneo.
Lo disputaron los siete equipos perteneciente a dicha división. El campeón obtuvo el ascenso y el cupo a la próxima edición del Torneo Provincial.
El sorteo del fixture se realizó el 9 de mayo, en la sede de la liga.

## Ascensos y descensos
| Prom | Descendidos de la Primera División 2021 |
| ---- | --------------------------------------- |
| -    | No hubo                                 |

| Pos           | Ascendidos de la Primera B 2021 |
| ------------- | ------------------------------- |
| Campeón Anual | Las Pirquitas                   |

## Formato
Torneo Anual 2022
Los 7 equipos jugarán 12 partidos cada uno a lo largo de 14 fechas, en dos ruedas de 7 fechas, bajo el sistema de todos contra todos. En este torneo se usará el sistema de puntos, de acuerdo a la reglamentación de la Internacional F. A. Board, asignándose tres puntos al equipo que resulte ganador, un punto a cada uno en caso de empate y cero puntos al perdedor.
El club que resulte campeón ascenderá y obtendrá el cupo al Torneo Provincial 2023, mientras que el 2.º, 3.º, 4º y el Campeón del Torneo Apertura disputarán el Petit Torneo por el segundo ascenso a la Primera División 2023.
En el caso de que un equipo se consagre campeón tanto del Apertura como del Anual, ascenderá y disputará el Torneo Provincial 2023, cediendo de esta forma su lugar al equipo ubicado en la 5.º ubicación al Petit Torneo.
El orden de clasificación de los equipos, se determinará en una tabla de cómputo general, de la siguiente manera:
- 1) Mayor cantidad de puntos.
- 2) Mejor performance en los partidos que se enfrentaron entre sí en cada etapa; en caso de igualdad;
- 3) Mayor diferencia de goles; en caso de igualdad;
- 4) Mayor cantidad de goles a favor; en caso de igualdad;
- 5) Sorteo.

En caso de que la igualdad, sea de más de dos equipos, esta se dejará reducida a dos clubes, de acuerdo al orden de clasificación de los equipos determinado anteriormente. Torneo Provincial.

## Equipos participantes
| Nombre del club                               | Ciudad        | Departamento        | Entrenador           | Fundación            |
| --------------------------------------------- | ------------- | ------------------- | -------------------- | -------------------- |
| Club Deportivo Sumalao                        | Sumalao       | Valle Viejo         | Daniel Cardozo       | 15 de marzo de 1926  |
| Club Deportivo Juventud Unida                 | La Falda      | Fray Mamerto Esquiú | Ricardo Martínez     | 5 de julio de 1948   |
| Centro Cultural y Deportivo La Carrera        | La Carrera    | Fray Mamerto Esquiú | Juan Vega            | 5 de agosto de 1943  |
| Club Social, Cultural y Deportivo La Estación | Miraflores    | Capayán             | Bandera de Argentina | 11 de mayo de 2010   |
| Club Obreros de San Isidro                    | San Isidro    | Valle Viejo         | Bandera de Argentina | 6 de octubre de 1932 |
| Club Social San Antonio                       | San Antonio   | Fray Mamerto Esquiú | Bandera de Argentina | 28 de mayo de 1940   |
| Club Sportivo Villa Dolores                   | Villa Dolores | Valle Viejo         | José Mohamed         | 18 de junio de 1933  |

### Distribución geográfica de los equipos
| Departamento        | Cant. | Equipos                                                    |
| ------------------- | ----- | ---------------------------------------------------------- |
| Fray Mamerto Esquiú | 3     | Juventud Unida (La Falda), La Carrera y Social San Antonio |
| Valle Viejo         | 3     | Deportivo Sumalao, Obreros de San Isidro y Villa Dolores   |
| Capayán             | 1     | La Estación (Miraflores)                                   |

## Estadios
| | | |
| | | |
| Estadio Primo Antonio Prevedello Ciudad: San Isidro Capacidad: 6 000 espectadores Propietario: Liga Chacarera de Fútbol | Estadio Jorge César Vargas Ciudad: Banda de Varela Capacidad: 1 500 espectadores Propietario: Club Deportivo Coronel Daza | Estadio Defensores de Esquiú Ciudad: San José de Piedra Blanca Capacidad: 800 espectadores Propietario: Club Defensores de Esquiú |

## Competición

### Tabla de posiciones
| Pos. | Equipo                     | Pts. | PJ | PG | PE | PP | GF | GC | Dif. |
| ---- | -------------------------- | ---- | -- | -- | -- | -- | -- | -- | ---- |
| 01.º | Villa Dolores              | 29   | 12 | 9  | 2  | 1  | 30 | 11 | 19   |
| 02.º | Obreros de San Isidro      | 21   | 12 | 6  | 3  | 3  | 20 | 10 | 10   |
| 03.º | Deportivo Sumalao          | 15   | 12 | 4  | 3  | 5  | 18 | 17 | 1    |
| 04.º | Juventud Unida de La Falda | 15   | 12 | 3  | 6  | 3  | 11 | 13 | −2   |
| 05.º | La Estación (Miraflores)   | 12   | 12 | 2  | 6  | 4  | 16 | 24 | −8   |
| 06.º | La Carrera                 | 11   | 12 | 3  | 2  | 7  | 10 | 19 | −9   |
| 07.º | Social San Antonio         | 10   | 12 | 2  | 4  | 6  | 14 | 25 | −11  |

|  | Campeón. Ascendió a la Primera División y clasificó al Torneo Provincial 2023. |
|  | Clasificados al Petit Torneo.                                                  |

#### Evolución de las posiciones
| Equipo / Fecha             | 1  | 2  | 3  | 4  | 5  | 6  | 7  | 8  | 9  | 10 | 11 | 12 | 13 | 14 |
| -------------------------- | -- | -- | -- | -- | -- | -- | -- | -- | -- | -- | -- | -- | -- | -- |
| Deportivo Sumalao          | 01 | 02 | 01 | 01 | 01 | 02 | 02 | 02 | 02 | 03 | 03 | 03 | 03 | 03 |
| Juventud Unida de La Falda | 05 | 06 | 05 | 05 | 05 | 05 | 05 | 03 | 04 | 04 | 05 | 04 | 04 | 04 |
| La Carrera                 | 02 | 03 | 04 | 03 | 04 | 04 | 04 | 05 | 05 | 05 | 04 | 05 | 05 | 06 |
| La Estación (Miraflores)   | —  | 05 | 06 | 06 | 07 | 07 | 06 | 07 | 07 | 07 | 07 | 06 | 06 | 05 |
| Obreros de San Isidro      | 06 | 04 | 02 | 02 | 03 | 03 | 03 | 04 | 03 | 02 | 02 | 02 | 02 | 02 |
| Social San Antonio         | 07 | 07 | 07 | 07 | 06 | 06 | 07 | 06 | 06 | 06 | 06 | 07 | 07 | 07 |
| Villa Dolores              | 03 | 01 | 03 | 04 | 02 | 01 | 01 | 01 | 01 | 01 | 01 | 01 | 01 | 01 |

|  |

### Resultados

#### Primera rueda
| Fecha 1                                | Fecha 1   | Fecha 1                    | Fecha 1                  | Fecha 1    | Fecha 1 |
| Local                                  | Resultado | Visita                     | Estadio                  | Fecha      | Hora    |
| -------------------------------------- | --------- | -------------------------- | ------------------------ | ---------- | ------- |
| La Carrera                             | 1 - 0     | Juventud Unida de La Falda | Primo Antonio Prevedello | 20 de mayo | 17:00   |
| Villa Dolores                          | 1 - 0     | Obreros de San Isidro      | Primo Antonio Prevedello | 21 de mayo | 14:30   |
| Deportivo Sumalao                      | 4 - 1     | Social San Antonio         | Primo Antonio Prevedello | 21 de mayo | 16:30   |
| Equipo Libre: La Estación (Miraflores) |           |                            |                          |            |         |

| Fecha 2                         | Fecha 2   | Fecha 2                  | Fecha 2                  | Fecha 2    | Fecha 2 |
| Local                           | Resultado | Visita                   | Estadio                  | Fecha      | Hora    |
| ------------------------------- | --------- | ------------------------ | ------------------------ | ---------- | ------- |
| Obreros de San Isidro           | 1 - 0     | La Carrera               | Primo Antonio Prevedello | 27 de mayo | 16:00   |
| Social San Antonio              | 1 - 3     | Villa Dolores            | Primo Antonio Prevedello | 28 de mayo | 14:30   |
| Juventud Unida de La Falda      | 1 - 1     | La Estación (Miraflores) | Primo Antonio Prevedello | 28 de mayo | 16:30   |
| Equipo Libre: Deportivo Sumalao |           |                          |                          |            |         |

| Fecha 3                                  | Fecha 3   | Fecha 3               | Fecha 3                  | Fecha 3    | Fecha 3 |
| Local                                    | Resultado | Visita                | Estadio                  | Fecha      | Hora    |
| ---------------------------------------- | --------- | --------------------- | ------------------------ | ---------- | ------- |
| Villa Dolores                            | 5 - 3     | Deportivo Sumalao     | Primo Antonio Prevedello | 4 de junio | 14:30   |
| La Estación (Miraflores)                 | 0 - 5     | Obreros de San Isidro | Primo Antonio Prevedello | 5 de junio | 14:30   |
| La Carrera                               | 2 - 1     | Social San Antonio    | Primo Antonio Prevedello | 5 de junio | 16:30   |
| Equipo Libre: Juventud Unida de La Falda |           |                       |                          |            |         |

| Fecha 4                     | Fecha 4   | Fecha 4                    | Fecha 4                  | Fecha 4     | Fecha 4 |
| Local                       | Resultado | Visita                     | Estadio                  | Fecha       | Hora    |
| --------------------------- | --------- | -------------------------- | ------------------------ | ----------- | ------- |
| Social San Antonio          | 2 - 2     | La Estación (Miraflores)   | Primo Antonio Prevedello | 11 de junio | 14:30   |
| Deportivo Sumalao           | 1 - 1     | La Carrera                 | Primo Antonio Prevedello | 11 de junio | 16:30   |
| Obreros de San Isidro       | 0 - 0     | Juventud Unida de La Falda | Primo Antonio Prevedello | 12 de junio | 14:30   |
| Equipo Libre: Villa Dolores |           |                            |                          |             |         |

| Fecha 5                             | Fecha 5   | Fecha 5            | Fecha 5                  | Fecha 5     | Fecha 5 |
| Local                               | Resultado | Visita             | Estadio                  | Fecha       | Hora    |
| ----------------------------------- | --------- | ------------------ | ------------------------ | ----------- | ------- |
| La Carrera                          | 1 - 2     | Villa Dolores      | Primo Antonio Prevedello | 16 de junio | 18:00   |
| La Estación (Miraflores)            | 0 - 1     | Deportivo Sumalao  | Primo Antonio Prevedello | 17 de junio | 16:00   |
| Juventud Unida de La Falda          | 1 - 1     | Social San Antonio | Jorge César Vargas       | 20 de junio | 14:15   |
| Equipo Libre: Obreros de San Isidro |           |                    |                          |             |         |

| Fecha 6                  | Fecha 6   | Fecha 6                    | Fecha 6                  | Fecha 6     | Fecha 6 |
| Local                    | Resultado | Visita                     | Estadio                  | Fecha       | Hora    |
| ------------------------ | --------- | -------------------------- | ------------------------ | ----------- | ------- |
| Social San Antonio       | 2 - 2     | Obreros de San Isidro      | Primo Antonio Prevedello | 24 de junio | 14:30   |
| Deportivo Sumalao        | 1 - 2     | Juventud Unida de La Falda | Primo Antonio Prevedello | 25 de junio | 16:30   |
| Villa Dolores            | 4 - 0     | La Estación (Miraflores)   | Primo Antonio Prevedello | 26 de junio | 14:30   |
| Equipo Libre: La Carrera |           |                            |                          |             |         |

| Fecha 7                          | Fecha 7   | Fecha 7           | Fecha 7                  | Fecha 7    | Fecha 7 |
| Local                            | Resultado | Visita            | Estadio                  | Fecha      | Hora    |
| -------------------------------- | --------- | ----------------- | ------------------------ | ---------- | ------- |
| La Estación (Miraflores)         | 4 - 1     | La Carrera        | Primo Antonio Prevedello | 1 de julio | 15:00   |
| Juventud Unida de La Falda       | 0 - 2     | Villa Dolores     | Primo Antonio Prevedello | 2 de julio | 14:00   |
| Obreros de San Isidro            | 0 - 1     | Deportivo Sumalao | Primo Antonio Prevedello | 3 de julio | 14:00   |
| Equipo Libre: Social San Antonio |           |                   |                          |            |         |

#### Segunda rueda
| Fecha 8                                | Fecha 8   | Fecha 8           | Fecha 8                  | Fecha 8     | Fecha 8 |
| Local                                  | Resultado | Visita            | Estadio                  | Fecha       | Hora    |
| -------------------------------------- | --------- | ----------------- | ------------------------ | ----------- | ------- |
| Obreros de San Isidro                  | 1 - 3     | Villa Dolores     | Primo Antonio Prevedello | 8 de julio  | 15:00   |
| Social San Antonio                     | 2 - 0     | Deportivo Sumalao | Primo Antonio Prevedello | 9 de julio  | 14:30   |
| Juventud Unida de La Falda             | 2 - 1     | La Carrera        | Primo Antonio Prevedello | 10 de julio | 14:30   |
| Equipo Libre: La Estación (Miraflores) |           |                   |                          |             |         |

| Fecha 9                         | Fecha 9   | Fecha 9                    | Fecha 9                  | Fecha 9     | Fecha 9 |
| Local                           | Resultado | Visita                     | Estadio                  | Fecha       | Hora    |
| ------------------------------- | --------- | -------------------------- | ------------------------ | ----------- | ------- |
| La Estación (Miraflores)        | 1 - 1     | Juventud Unida de La Falda | Primo Antonio Prevedello | 15 de julio | 14:30   |
| La Carrera                      | 0 - 3     | Obreros de San Isidro      | Primo Antonio Prevedello | 16 de julio | 14:30   |
| Villa Dolores                   | 3 - 0     | Social San Antonio         | Primo Antonio Prevedello | 17 de julio | 14:30   |
| Equipo Libre: Deportivo Sumalao |           |                            |                          |             |         |

| Fecha 10                                 | Fecha 10  | Fecha 10                 | Fecha 10                 | Fecha 10    | Fecha 10 |
| Local                                    | Resultado | Visita                   | Estadio                  | Fecha       | Hora     |
| ---------------------------------------- | --------- | ------------------------ | ------------------------ | ----------- | -------- |
| Social San Antonio                       | 0 - 1     | La Carrera               | Primo Antonio Prevedello | 22 de julio | 15:00    |
| Obreros de San Isidro                    | 2 - 0     | La Estación (Miraflores) | Primo Antonio Prevedello | 23 de julio | 14:00    |
| Deportivo Sumalao                        | 1 - 1     | Villa Dolores            | Primo Antonio Prevedello | 23 de julio | 16:00    |
| Equipo Libre: Juventud Unida de La Falda |           |                          |                          |             |          |

| Fecha 11                    | Fecha 11  | Fecha 11              | Fecha 11                 | Fecha 11    | Fecha 11 |
| Local                       | Resultado | Visita                | Estadio                  | Fecha       | Hora     |
| --------------------------- | --------- | --------------------- | ------------------------ | ----------- | -------- |
| La Estación (Miraflores)    | 1 - 1     | Social San Antonio    | Primo Antonio Prevedello | 29 de julio | 15:00    |
| La Carrera                  | 1 - 0     | Deportivo Sumalao     | Primo Antonio Prevedello | 30 de julio | 17:30    |
| Juventud Unida de La Falda  | 0 - 0     | Obreros de San Isidro | Primo Antonio Prevedello | 31 de julio | 14:30    |
| Equipo Libre: Villa Dolores |           |                       |                          |             |          |

| Fecha 12                            | Fecha 12  | Fecha 12                   | Fecha 12                 | Fecha 12    | Fecha 12 |
| Local                               | Resultado | Visita                     | Estadio                  | Fecha       | Hora     |
| ----------------------------------- | --------- | -------------------------- | ------------------------ | ----------- | -------- |
| Villa Dolores                       | 2 - 0     | La Carrera                 | Primo Antonio Prevedello | 6 de agosto | 19:00    |
| Deportivo Sumalao                   | 2 - 3     | La Estación (Miraflores)   | Primo Antonio Prevedello | 7 de agosto | 14:30    |
| Social San Antonio                  | 0 - 3     | Juventud Unida de La Falda | Jorge César Vargas       | 7 de agosto | 14:30    |
| Equipo Libre: Obreros de San Isidro |           |                            |                          |             |          |

| Fecha 13                   | Fecha 13  | Fecha 13           | Fecha 13                 | Fecha 13     | Fecha 13 |
| Local                      | Resultado | Visita             | Estadio                  | Fecha        | Hora     |
| -------------------------- | --------- | ------------------ | ------------------------ | ------------ | -------- |
| La Estación (Miraflores)   | 2 - 2     | Villa Dolores      | Jorge César Vargas       | 13 de agosto | 14:00    |
| Juventud Unida de La Falda | 1 - 1     | Deportivo Sumalao  | Primo Antonio Prevedello | 13 de agosto | 14:00    |
| Obreros de San Isidro      | 4 - 2     | Social San Antonio | Primo Antonio Prevedello | 13 de agosto | 18:15    |
| Equipo Libre: La Carrera   |           |                    |                          |              |          |

| Fecha 14                         | Fecha 14  | Fecha 14                   | Fecha 14                 | Fecha 14     | Fecha 14 |
| Local                            | Resultado | Visita                     | Estadio                  | Fecha        | Hora     |
| -------------------------------- | --------- | -------------------------- | ------------------------ | ------------ | -------- |
| Villa Dolores                    | 4 - 0     | Juventud Unida de La Falda | Primo Antonio Prevedello | 19 de agosto | 16:00    |
| La Carrera                       | 2 - 2     | La Estación (Miraflores)   | Primo Antonio Prevedello | 20 de agosto | 15:00    |
| Deportivo Sumalao                | 1 - 2     | Obreros de San Isidro      | Primo Antonio Prevedello | 21 de agosto | 14:30    |
| Equipo Libre: Social San Antonio |           |                            |                          |              |          |

|  |

|                                       |
| Club Sportivo Villa Dolores           |
| Campeón Torneo Anual 2022 (Primera B) |

## Petit Torneo

### Equipos clasificados
| # | Equipo                     | Vía de clasificación                        |
| - | -------------------------- | ------------------------------------------- |
| 1 | Obreros de San Isidro      | Subcampeón del Torneo Apertura y Anual 2022 |
| 2 | Deportivo Sumalao          | Tercer lugar del Torneo Anual 2022          |
| 3 | Juventud Unida de La Falda | Cuarto lugar del Torneo Anual 2022          |
| 4 | La Estación (Miraflores)   | Quinto lugar del Torneo Anual 2022          |

### Cuadro de desarrollo
|  | Semifinales | Semifinales               | Semifinales |                   |   | Final                 | Final  | Final  |  |
|  | agosto      | agosto                    | agosto      |                   |   | agosto                | agosto | agosto |  |
|  |             |                           |             |                   |   |                       |        |        |  |
|  |             |                           |             |                   |   |                       |        |        |  |
|  | 1           | Obreros de San Isidro     | 2           |                   |   |                       |        |        |  |
|  | 1           | Obreros de San Isidro     | 2           |                   |   |                       |        |        |  |
|  | 4           | La Estación (Miraflores)  | 1           |                   |   |                       |        |        |  |
|  | 4           | La Estación (Miraflores)  | 1           |                   | 1 | Obreros de San Isidro | 4      |        |  |
|  |             |                           |             |                   | 1 | Obreros de San Isidro | 4      |        |  |
|  |             |                           | 2           | Deportivo Sumalao | 1 |                       |        |        |  |
|  | 2           | Deportivo Sumalao         | 2           | Deportivo Sumalao | 1 | 1                     |        |        |  |
|  | 2           | Deportivo Sumalao         |             |                   |   | 1                     |        |        |  |
|  | 3           | Juventud Unida (La Falda) | 0           |                   |   |                       |        |        |  |
|  | 3           | Juventud Unida (La Falda) | 0           |                   |   |                       |        |        |  |
|  |             |                           |             |                   |   |                       |        |        |  |

### Semifinales
| 27 de agosto, 14:30 | Deportivo Sumalao   | 1 - 0   | Juventud Unida (LF) | Primo Antonio Prevedello, San Isidro |                                      |
|                     | Raúl Cisterna 90+2' | Reporte |                     | Árbitro(s): Maximiliano Silcán Jeréz | Árbitro(s): Maximiliano Silcán Jeréz |

| 27 de agosto, 17:15 | Obreros de San Isidro | 2 - 1   | La Estación (M)   | Primo Antonio Prevedello, San Isidro |                          |
|                     | Brian Cano 21' 90'    | Reporte | 28' Gastón Medina | Árbitro(s): Juan Pereyra             | Árbitro(s): Juan Pereyra |

### Final
| 4 de septiembre, 16:30                             | Obreros de San Isidro                                                                  | 4 - 1   | Deportivo Sumalao | Primo Antonio Prevedello, San Isidro |                                |
|                                                    | Facundo Torres 11' (pen.) · Luciano Bazán 39' · Santiago Torres 50' · Brian Cano 90+7' | Reporte | 14' Elio Carrizo  | Árbitro(s): Martín Barrionuevo       | Árbitro(s): Martín Barrionuevo |
| Obreros de San Isidro ascendió a Primera División. |                                                                                        |         |                   |                                      |                                |

## Estadísticas

### Goleadores
| Jugador                             | Equipo                | Goles |
| ----------------------------------- | --------------------- | ----- |
| Maximiliano Artero                  | Villa Dolores         | 7     |
| Brian Barrionuevo                   | Social San Antonio    | 6     |
| Roberto Saquilán                    | Villa Dolores         | 6     |
| Brian Cano                          | Obreros de San Isidro | 5     |
| Luciano Bazán                       | Obreros de San Isidro | 5     |
| Actualizado al 21 de agosto de 2022 |                       |       |

| Enrique Moreira           | Villa Dolores         | 4 |
| Facundo Prevedello        | Juventud Unida (LF)   | 4 |
| Facundo Torres            | Obreros de San Isidro | 4 |
| Gastón Medina             | La Estación (M)       | 4 |
| Gonzalo Ferreyra          | La Estación (M)       | 4 |
| Luciano Chocobar          | La Carrera            | 4 |
| Luis Ramírez              | Social San Antonio    | 4 |
| Raúl Cisternas            | Deportivo Sumalao     | 4 |
| Claudio Cejas Barrionuevo | Deportivo Sumalao     | 3 |
| David Corzo               | Deportivo Sumalao     | 3 |
| Nelson Olivera            | Villa Dolores         | 3 |
| Diego Tula                | Villa Dolores         | 2 |
| Fabio Toledo              | La Estación (M)       | 2 |
| Franco Carreño            | La Carrera            | 2 |
| Gabriel Barrientos        | Villa Dolores         | 2 |
| Guido Moguetta            | Juventud Unida (LF)   | 2 |
| Joel Centeno              | Deportivo Sumalao     | 2 |
| Leonardo Ponce            | Villa Dolores         | 2 |
| René Romero               | Juventud Unida (LF)   | 2 |
| Rodrigo Ortíz             | Deportivo Sumalao     | 2 |
| Santiago Pereyra Vildoza  | Obreros de San Isidro | 2 |
| Adrián Robledo            | La Estación (M)       | 1 |
| Darío Rojo                | Deportivo Sumalao     | 1 |
| Enzo Hildebrandt          | Social San Antonio    | 1 |
| Enzo Oses                 | Villa Dolores         | 1 |
| Enzo Segura               | Villa Dolores         | 1 |
| Fabricio Luna             | La Carrera            | 1 |
| Fernando Reinoso          | Deportivo Sumalao     | 1 |
| Héctor Martínez           | Obreros de San Isidro | 1 |
| Héctor Olea               | Social San Antonio    | 1 |
| Jonathan Fernández        | Obreros de San Isidro | 1 |
| Jonathan Hauy             | La Estación (M)       | 1 |
| Juan Reinoso              | La Carrera            | 1 |
| Lautaro Vera              | Juventud Unida (LF)   | 1 |
| Lucas Martínez            | Social San Antonio    | 1 |
| Lucas Salcedo             | Juventud Unida (LF)   | 1 |
| Luciano Córdoba           | Social San Antonio    | 1 |
| Luis Moya                 | Deportivo Sumalao     | 1 |
| Marcelo Bernede           | La Estación (M)       | 1 |
| Mario Andrés Aldeco       | Villa Dolores         | 1 |
| Matías Madueño            | La Carrera            | 1 |
| Pablo Sutín               | Villa Dolores         | 1 |
| Ramón Paredes             | Deportivo Sumalao     | 1 |
| Ramón Darío Vildoza       | La Carrera            | 1 |
| Renzo López               | La Carrera            | 1 |
| Renzo Soto                | La Estación (M)       | 1 |
| Rodrigo Córdoba           | La Estación (M)       | 1 |
| Rubén López               | Juventud Unida (LF)   | 1 |
| Sebastián Carrizo         | Obreros de San Isidro | 1 |
| Simón Rodríguez           | La Estación (M)       | 1 |
| Ulises Ciarez             | Obreros de San Isidro | 1 |
| Víctor González           | La Carrera            | 1 |